# Shinichi Itoh
Shinichi Itoh (伊藤真?  7 de diciembre de 1966 en Miyagi) es un expiloto de motociclismo japonés. 
Entre sus logros más importantes figuran las victorias en las 8 Horas de Suzuka en 1997, 1998, 2006 y 2011 siempre en el equipo Honda, a la que permaneció casi fiel incluso en sus participaciones en las diversas ediciones de Mundial

## Biografía

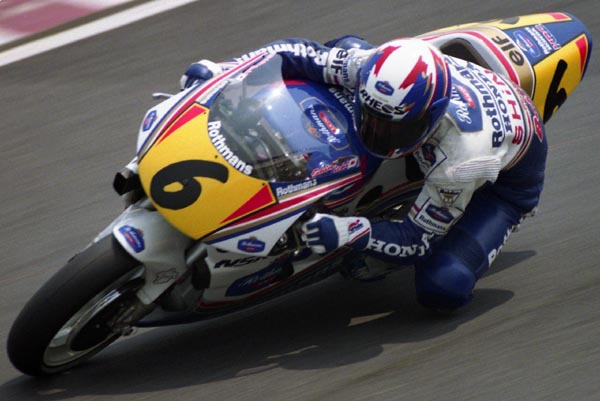
Itō en 1993 con su Honda NSR 500

Las primeras apariciones en el Campeonato del Mundo de Motociclismo tuvieron lugar con wild card, en las ediciones de Gran Premio de Japón en la categoría de 500 cc, donde logró obtener puntos para la clasificación del campeonato en 1989, 1990 y 1992.
Su primera temporada completa fue la temporada de 1993 donde terminó en el séptimo lugar; la misma posición que logró siguiente temporada.
La temporada 1995 fue la mejor temporada de Itoh. Gracias a sus tres podios y otros buenos redultados, acaba quinto en la clasificación general. Al año siguiente, es el último en el que corre el Mundial al completo. Está nuevamente presente en la parrilla mundial en años posteriores, pero siempre con apariciones esporádicas y como comodín o piloto sustituto. Fue piloto de pruebas de Bridgestone y Ducati, lo que le permitió participar en el Gran Premio de Turquía de 2005 en lugar del lesionado Loris Capirossi. La experiencia en esa carrera terminó, sin embargo, con una descalificación por no haber cumplido una sanción que se había impuesto por la salida anticipada.
Desde 1997 hasta 2001 participa en el Mundial de Superbikes solo el Gran Premio de Japón y siempre con wild card con la Honda. Su mejor posición fue una cuarta posición en 2001.
Se abrió una segunda oportunidad para pilotar un Ducati en 2007 cuando reemplazó a Alex Hofmann en el equipo Pramac Racing. En esta ocasión, obtuvo el puesto 15 en el Gran Premio de Japón
En 2011, corre el Gran Premio de Japón con una wildcard a bordo de una Honda y acaba en la decimotercera posición.

## Trayectoria

### Mundial de motociclismo
Sistema de puntuación de 1988 a 1992:
| Posición | 1.º | 2.º | 3.º | 4.º | 5.º | 6.º | 7.º | 8.º | 9.º | 10.º | 11.º | 12.º | 13.º | 14.º | 15.º |
| Puntos   | 20  | 17  | 15  | 13  | 11  | 10  | 9   | 8   | 7   | 6    | 5    | 4    | 3    | 2    | 1    |

Sistema de puntuación de 1993 en adelante:
| Posición | 1.º | 2.º | 3.º | 4.º | 5.º | 6.º | 7.º | 8.º | 9.º | 10.º | 11.º | 12.º | 13.º | 14.º | 15.º |
| Puntos   | 25  | 20  | 16  | 13  | 11  | 10  | 9   | 8   | 7   | 6    | 5    | 4    | 3    | 2    | 1    |

| Año  | Cat.   | Moto                  | 1       | 2      | 3       | 4       | 5     | 6       | 7       | 8       | 9      | 10      | 11     | 12    | 13    | 14      | 15      | 16      | 17    | 18    | Pts. | Pos. |
| ---- | ------ | --------------------- | ------- | ------ | ------- | ------- | ----- | ------- | ------- | ------- | ------ | ------- | ------ | ----- | ----- | ------- | ------- | ------- | ----- | ----- | ---- | ---- |
| 1988 | 500cc  | Seed-Honda            | JAP Ret | USA 2  | ESP -   | EXP -   | NAC - | ALE -   | AUT -   | NED -   | BEL -  | YUG -   | FRA -  | GBR - | SUE - | CHE -   | BRA -   |         |       |       | 0    | -    |
| 1989 | 500cc  | Honda                 | JAP 10  | AUS -  | USA -   | ESP -   | NAC - | ALE -   | AUT -   | YUG -   | NED -  | BEL -   | FRA -  | GBR - | SUE - | CHE -   | BRA -   |         |       |       | 6    | 32.º |
| 1990 | 500cc  | Pentax-Honda          | JAP 9   | USA -  | ESP -   | NAC -   | ALE - | AUT -   | YUG -   | NED -   | BEL -  | FRA -   | GBR -  | SUE - | CHE - | HUN -   | AUS -   |         |       |       | 7    | 26.º |
| 1991 | 500cc  | Pentax-Honda          | JAP 16  | AUS -  | USA -   | ESP -   | ITA - | ALE -   | AUT -   | EUR -   | NED -  | FRA -   | GBR -  | RSM - | CHE - | LMA -   | MAL -   |         |       |       | 0    | -    |
| 1992 | 500cc  | HRC-Honda             | JAP 4   | AUS -  | MAL -   | ESP -   | ITA - | EUR -   | ALE -   | NED -   | HUN -  | FRA -   | GBR -  | BRA - | RSA - |         |         |         |       |       | 10   | 16.º |
| 1993 | 500cc  | Rothmans Honda        | AUS 7   | MAL 6  | JAP 4   | ESP Ret | AUT 6 | ALE 3   | NED 6   | EUR Ret | RSM 4  | GBR 5   | CZE 7  | ITA 8 | USA 6 | FIM Ret |         |         |       |       | 119  | 7.º  |
| 1994 | 500cc  | HRC-Honda             | AUS 5   | MAL 3  | JAP 3   | ESP Ret | AUT 4 | ALE 6   | NED Ret | ITA 5   | FRA 5  | GBR 9   | CZE 2  | USA 4 | ARG 4 | EUR Ret |         |         |       |       | 141  | 7.º  |
| 1995 | 500cc  | Repsol Honda          | AUS 10  | MAL 7  | JAP Ret | ESP 8   | ALE 3 | ITA 4   | NED 8   | FRA 4   | GBR 6  | CZE 5   | RIO 10 | ARG 9 | EUR 2 |         |         |         |       |       | 127  | 5.º  |
| 1996 | 500cc  | Repsol Honda          | MAL Ret | IDN 13 | JAP 11  | ESP 9   | ITA 8 | FRA Ret | NED 10  | ALE 9   | GBR 10 | AUT Ret | CZE 10 | IMO 9 | CAT 6 | RIO 11  | AUS 9   |         |       |       | 77   | 12.º |
| 1999 | 500cc  | Lucky Strike-Honda    | MAL -   | JAP 7  | ESP -   | FRA -   | ITA - | CAT -   | NED -   | GBR -   | ALE -  | CZE -   | IMO -  | VAL - | AUS - | RSA -   | RIO -   | ARG -   |       |       | 9    | 21.º |
| 2002 | MotoGP | Team HRC              | JAP 4   | RSA -  | ESP -   | FRA -   | ITA - | CAT -   | NED -   | GBR -   | ALE -  | CZE -   | POR -  | RIO - | PAC - | MAL -   |         |         |       |       | 13   | 21.º |
| 2002 | MotoGP | Kanemoto-Honda        |         |        |         |         |       |         |         |         |        |         |        |       |       |         | AUS Ret | VAL -   |       |       | 13   | 21.º |
| 2005 | MotoGP | Marlboro-Ducati       | SPA -   | POR -  | CHN -   | FRA -   | ITA - | CAT -   | NED -   | USA -   | GBR -  | GER -   | CZE -  | JPN - | MAL - | QAT -   | AUS -   | TUR DSQ | VAL - |       | 0    | -    |
| 2007 | MotoGP | Pramac d'Antin Ducati | QAT -   | SPA -  | TUR -   | CHN -   | FRA - | ITA -   | CAT -   | GBR -   | NED -  | GER -   | USA -  | CZE - | RSM - | POR -   | JPN 15  | AUS -   | MAL - | VAL - | 1    | 26.º |
| 2011 | MotoGP | Repsol Honda          | QAT -   | SPA -  | POR -   | FRA -   | CAT - | GBR -   | NED -   | ITA -   | GER -  | USA -   | CZE -  | IND - | RSM - | ARA -   | JPN 13  | AUS -   | MAL - | VAL - | 3    | 22.º |

| Color     | Resultado                                                               |
| --------- | ----------------------------------------------------------------------- |
| Oro       | Ganador                                                                 |
| Plata     | 2.ª plaza                                                               |
| Bronce    | 3.ª plaza                                                               |
| Verde     | Finalizó en los puntos                                                  |
| Azul      | Finalizó sin puntos                                                     |
| Azul      | NC - No clasificado                                                     |
| Violeta   | Ret - No terminó (Carrera)                                              |
| Rojo      | DNQ - No se clasificó                                                   |
| Negro     | DSQ - Descalificado                                                     |
| Blanco    | DNS - No empezó (carrera)                                               |
| Blanco    | WD - Retirado (fin de semana)                                           |
| Blanco    | C - Carrera cancelada                                                   |
| Sin color | DNP - Inscrito pero no participó                                        |
| Sin color | INJ - Lesionado                                                         |
| Sin color | EX - Excluido                                                           |
| Estado    | Resultado                                                               |
| Negrita   | Pole position                                                           |
| Cursiva   | Vuelta rápida                                                           |
| †         | Abandona, pero clasifica al completar el porcentaje requerido para ello |